# Judah ben Bathyra I
Judah ben Bathyra I ou simplement Judah Bathyra (hébreu : רבי יהודה בן בתירא Rabbi Yehouda ben Bateira) était un éminent docteur de la Mishna ayant vécu au Ier siècle ayant une activité à Nisibe, qui est florissant au moment de la destruction du Temple de Jérusalem (70). Depuis le règne d'Izatès II, le territoire de Nisibe appartenait à l'Adiabène. Il ne faut pas le confondre avec Judah ben Bathyra II, florissant au IIe siècle à Nisibe. Probablement, l'un de ses descendants, peut-être son petit-fils.

## Nisibe
Nisibe — appelée Soba ou Saba en syriaque (dialecte de l'araméen) — est la capitale de la Mygdonie, un territoire situé entre le royaume d'Arménie, l'Adiabène et le royaume d'Édesse. Depuis le règne d'Izatès (II), le territoire de Nisibe appartenait à l'Adiabène, car le roi Parthe Artaban III (mort vers 38) lui a donné ce territoire pour le récompenser de l'avoir aidé à récupérer son trône, sans faire la guerre et par sa seule autorité, face à ses nobles en rébellion, et à l'usurpateur appelé Cinname,.

## Éléments biographiques
Judah aurait vécu sa jeunesse à Jérusalem ou tout au moins en Judée, qu'il aurait quitté avant la destruction du Temple de Jérusalem, pour s'installer à Nisibe. Les seuls éléments biographiques connus de Judah ben Bathyra sont déduits d’une aggada talmudique selon laquelle lorsqu'un païen aurait été empêché de participer à l’offrande pascale à Jérusalem, il aurait alors reçu le message : « à toi, Rabbi Judah ben Bathyra, salut ! Tu vis à Nisibe mais tes réseaux se propagent jusqu’à Jérusalem. » Les deux groupes qui ont eux-aussi prôné d'interdire aux non-Juifs de faire des sacrifices au Temple, sont la tendance d'Esséniens qui a caché des centaines de Manuscrits près du site de Qumrân au Ier siècle et les Zélotes. Avec de multiples autres raisons certains critiques estiment d'ailleurs qu'il s'agit du même groupe, mais il n'y a nul consensus sur ce sujet. Selon Josèphe, l'interdiction d'offrir des sacrifices pour les païens au tout début de la révolte en 66 est considéré comme une déclaration de guerre à l'Empire romain, puisqu'elle empêche le sacrifice qui était fait quotidiennement pour l'Empereur au Temple de Jérusalem,.  
Certains commentateurs déduisent de cette aggada que Judah demeurait à Nisibe en Mygdonie et n’avait pu se rendre à Jérusalem pour cette fête de pèlerinage du fait de son âge avancé.
À Nisibe, il possédait un collège expressément recommandé pour son excellence, où il accueille de nombreux savants fuyant la Judée lors de la première guerre judéo-romaine (66 – 70) et de la répression qui suivit.

## Problème d'identification
La Mishna attribue des citations à un Judah ben Bathyra ou à un « ben Bathyra » à 17 reprises, il y a environ 40 Baraïta attribuées à ce nom qui est aussi un haggadiste prolifique. Cela suggère qu'il y avait plusieurs Judah ben Bathyra. Il existe des controverses entre lui et rabbi Akiba, mort vers 135. Est-ce bien le même que celui qui est réputé être déjà âgé lors de la Grande révolte juive de 66 - 70 ? L'existence d'un second R. Judah b. Bathyra — voire d'un troisième — est donc supposée (Tossafot to Men. 65b; Seder ha-Dorot, ed. Warsaw, II, 110), qui était probablement un fils ou un petit-fils du premier, et donc le contemporain d'Akiba; il est possible qu'il existait même un troisième R. Judah b. Bathyra, qui était un contemporain de Rabbi Josiah (en) (Sifre, Num 123) ou de R. Juda Hanassi (Hullin 54a; Shab. 130a; voir aussi Midrash Shmuel (en) X). Il semble aussi avoir vécu à Nisibe (Sanhé 96a).
Il y a aussi les citations attribuées aux « fils de Bathyra » qui sont réputés être deux frères appelés Judah et Joshua ben Bathyra qui sont souvent confondus, car dans la Mishna (Shab. xii. 5; Yeb. viii. 4; 'Eduy. viii. 1; Parah ii. 5), les noms "R. Judah" et "R. Joshua b. Bathyra" sont abrégés de la même manière (רי 'ב 'ב). Toutefois d'autres critiques disent que les deux frères sont Judah b. Bathyra et Siméon b. Bathyra, un rabbi mentionné notamment dans le traité Eduyot (I). Frankel s'est efforcé de distinguer les deux tannaim sur la base des particularités internes de leurs enseignements respectifs. Pour Marcus Jastrow et Samuel Krauss, reprenant le point de vue de Moïse Maïmonide, le mieux serait peut-être de résoudre les difficultés chronologiques en substituant "R. Joshua" aux citations attribuées au plus jeune "R. Judah".
Le Talmud cite encore un autre Judah b. Bathyra, clairement différent de ceux qui précèdent, car il est contemporain de Rabbi Hiyya bar Abba (en), qui était florissant à la fin du IIIe siècle.

## Sources
- Cet article contient des extraits de l'article « Bathyra » par Marcus Jastrow & Samuel Krauss de la Jewish Encyclopedia de 1901–1906 dont le contenu se trouve dans le domaine public.